# Margaret Kivelson
Margaret Galland Kivelson (21 de outubro de 1928) é uma astrofísica estadunidense. É professora da Universidade da Califórnia em Los Angeles.
É especialista na magnetosfera da Terra, Júpiter e Saturno, e de forma geral sobre a interação do plasma com planetas e satélites.

## Prêmios e reconhecimentos
- 2019: Medalha de Ouro da Royal Astronomical Society[1]

## Publicações selecionadas
- Margaret G. Kivelson com D. F. DuBois e V. Gilinsky: Propagation of electromagnetic waves in plasmas. Physics Review Ausgabe 129, p. 2376 (1962)
- Margaret G. Kivelson com L. F. Bargatze, K. K. Khurana, D. J. Southwood, R. J. Walker e P. J. Coleman Jr.: Magnetic signatures near Galileo’s closest approach to Gaspra. Science, Ausgabe 261, p. 331 (1993)
- Margaret G. Kivelson com K. K. Khurana, R. J. Walker, J. A. Linker, C. T. Russell, D. J. Southwood e C. Polanskey: A magnetic signature at Io: Initial report from the Galileo magnetometer. Science, Ausgabe 273, p. 337 (1996)
- Margaret G. Kivelson com K. K. Khurana, C. T. Russell, R. J. Walker, J. Warnecke, F. V. Coroniti, C. Polanskey, D. J. Southwood e C. Schubert: Discovery of Ganymede’s magnetic field by the Galileo spacecraft. Nature Ausgabe 384, p. 537 (1996)